# Lee Bong-chang
Dans ce nom coréen, le nom de famille, Lee, précède le nom personnel.
Lee Bong-chang (hangul : 이봉창, hanja : 李奉昌, I Bong-chang), né le 10 août 1900 à Hanseongbu (aujourd'hui Séoul) en Corée et exécuté par la justice japonaise à l'âge de 32 ans le 10 octobre 1932 à Tokyo au Japon, est un militant indépendantiste coréen qui tenta sans succès de tuer l'empereur du Japon Hirohito le 9 janvier 1932 (Incident de Sakuradamon).

## Biographie

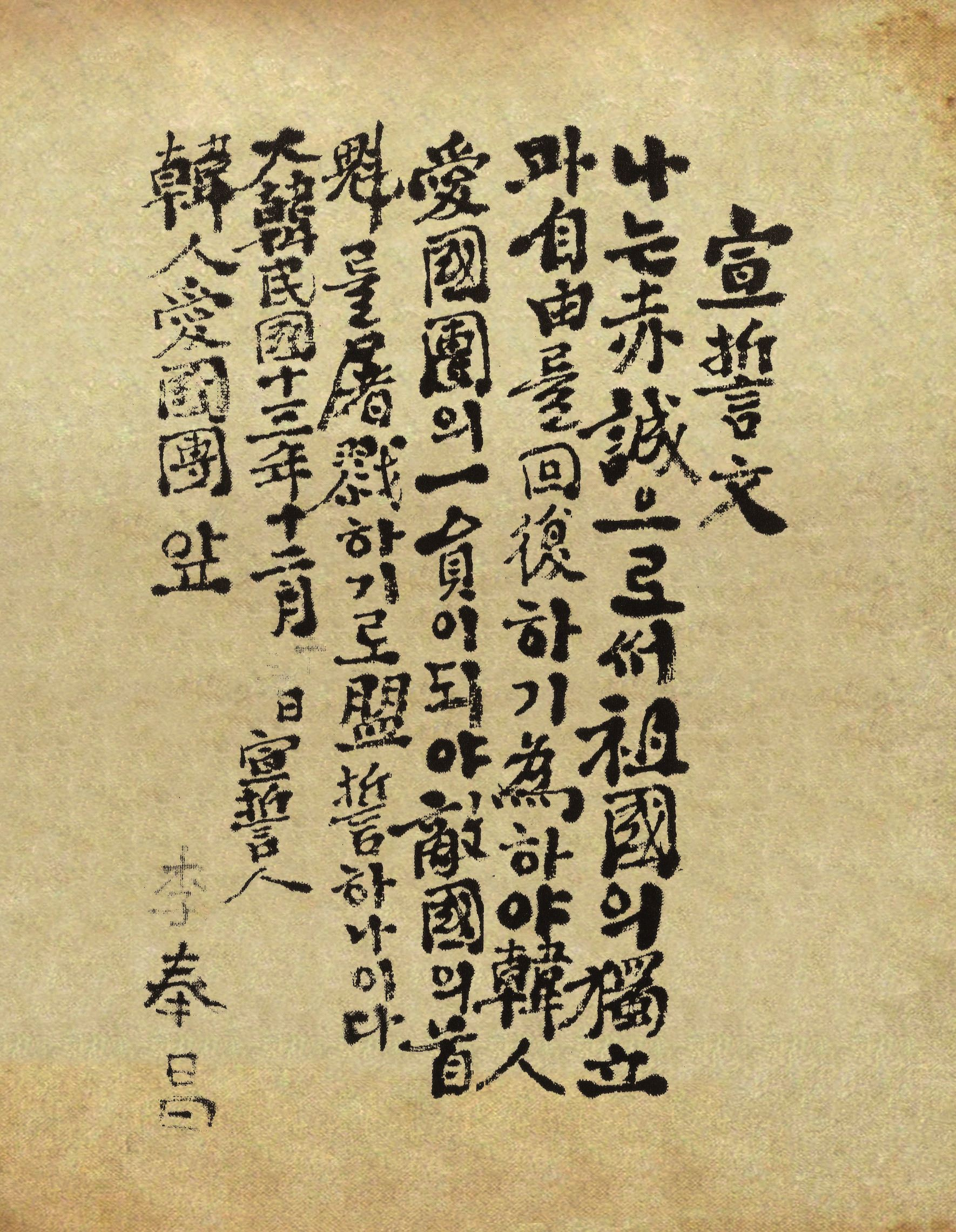
Juste avant l'incident, Lee Bong-chang écrivit dans cette lettre qu'il nommait son acte "déclaration"

Né à Hanseongbu (aujourd'hui Séoul), Lee Bong-chang est le fils de Lee Jin-gyu (이진규, 李鎭奎) et a grandi dans un milieu nationaliste. Il sort diplômé de l'école élémentaire Munchang à Yongsan-gu puis travaille comme vendeur dans un magasin et 
commence une formation d'ingénieur ferroviaire. En 1925, il déménage au Japon avec son frère aîné, Lee Beom-tae. Il est adopté par une famille japonaise d'Osaka et prend le nom japonais de Kinoshita Shōjō (木下 昌藏).
En 1931, Lee Bong-chang se rend à Shanghai où il rencontre Kim Gu, dirigeant du gouvernement provisoire de la République de Corée et chef du mouvement d'indépendance coréen. Lee rejoint la ligue patriotique coréenne, fondée par Kim, et prépare un plan pour assassiner Hirohito, l'empereur du Japon.
Pour obtenir des grenades, Lee prête serment à la résidence de Kim Hae-san le 13 décembre 1931 : « Je jure, de tout mon cœur, de devenir membre de la ligue patriotique coréenne, qui est dédiée à la restauration de l'indépendance et de la liberté de notre mère-patrie et au massacre du chef ennemi. » Pour célébrer cet instant, une photographie montrant Lee avec une grenade dans chaque main fut prise. Il partit ensuite pour Tokyo le 17 décembre.
Le 9 janvier 1932, près de la porte de Sakuradamon, Lee Bong-chang jeta une paire de grenades sur le convoi d'Hirohito. Un garde de l'empereur fut blessé mais le souverain ne fut pas touché. Lee fut arrêté sur place. Il fut condamné à mort et fut pendu à la prison d'Ichigaya.

## Postérité
Après l'indépendance de la Corée, Kim Gu fit inhumé les restes de Lee au parc Hyochang, en même temps que ceux de Yoon Bong-gil (윤봉길, 尹奉吉) et de Baek Jeong-gi (백정기, 白貞基). Le site est aujourd'hui appelé Tombes des trois martyrs (삼의사묘, 三義士墓). Une statue de Lee avec une grenade dans la main fut également érigée dans le parc.
Lee fut décoré à titre posthume de l'ordre du Mérite pour la fondation de la nation (ordre du Président) en 1962.